# Спортивний одяг
Спортивний одяг — одяг для занять спортом.

## Формування спортивного одягу
До середини ХІХ ст., коли зародився сучасний спорт, спеціального одягу практично не було. Спорт був розвагою, а не змаганням, тому спеціальна екіпіровка не була потрібна, використовували повсякденний одяг, який модифікували. Тільки для верхової їзди і полювання виготовляли, який був призначений для цих занять. Але він був не стільки зручним, як елегантним.
Одними з перших спортивною формою стали користуватися гравці у футбол і крикет, але це було продиктовано лише командною специфікою гри: щоб гравці однієї команди в процесі змагання могли швидко вирізняти один одного в загальній масі. Появі спортивного одягу наприкінці XIX ст. сприяв розвиток клубів за інтересами. Клуб, як правило, поєднував людей одного соціального стану, для яких спортивна уніформа являла собою можливість ідентифікувати себе зі своєю референтною групою. Діяльність членів клубу ніколи не регулювалася спеціальними розпорядженнями, але відбивала уявлення людей про свій статус. Тому одним з головних завдань костюма для спортсменів, об'єднаних у клубах, федераціях та асоціаціях, було підкреслення соціальної приналежності і дотримання світських манер та пристойності. Що стосується комфорту і функціональності, то на початковому етапі еволюції спортивного одягу такого роду завдання ще не ставилися. В обраних видах спорту, призначених для представників аристократії, елегантність речей була головною якістю, навіть на шкоду зручності і практичності.

## Споживання спортивного одягу
Світовий продаж спортивного оцінюється більше 40 млрд дол. США на рік і має тенденцію до зростання. За структурою споживання поділяється на три сегменти.
Перший сегмент — «професійний» одяг для спортсменів. Ціна цього одягу висока, бо при його виробництві використовуються передові технології, дорогі матеріали. Цей одяг враховую специфіку виду спорту, для якого він призначений. Його купують професіональні спортсмени, також члени дорогих спортивних клубів та секцій. У світі число споживачів цього сегменту не перевищує 5 %, Проте саме вони дають виробникам основний дохід.
Другий сегмент — одяг для спортсменів-любителів. Він якісний, але ціна на нього нижча.
Третій, найбільший — одяг спортивного стилю: спортивні костюми, куртки тощо. Його використовують для активного відпочинку та у повсякденному житті. Основними споживачами є молоді люди.

## Найбільші виробники спортивного одягу
Великі компанії, які виробляють спортивний одяг, концентрують свої зусилля на виробництві спортивного екіпірування саме для групи найпоширеніших видів спорту (футбол, біг, плавання, баскетбол, теніс, фітнес).
До найбільших світових виробників спортивного одягу належать:
- «Adidas» — німецька промислова компанія у своїй продукції, яка застосовує тільки найсучасніші технології і інновації, які максимально полегшують тренування спортсменів. Її частки становить 57 % світового ринку спортивного одягу.
- «Nike» — чи не найвідоміша і найбільша компанія в світі, що виробляє спортивні товари. Продукція цієї компанії випускається під такими брендами як Nike, Nike Golf, Total 90, Air Jordan, та ін.. Так само Nike належать такі марки, як Umbro, Cole Haan і Converse. ЇЇ одяг складає 18 % світового виробництва.
- «Lotto» — італійська компанія, яка була заснована у 1937 році. Спочатку її спеціалізацією був випуск тенісної екіпіровки, однак надалі компанія зайнялася впуском практично всіх існуючих спортивних товарів. Їй належить 12 % світового виробництва спортивного одягу.
- «Umbro» — британський виробник спортивного екіпірування та одягу Umbro PLC є головним постачальником спортивної амуніції самої "сильної футбольної ліги у світі — Англійської прем'єр-ліги.
- «Kappa» — одна з найстаріших компаній, що виробляють спортивний одяг та екіпіровку. Ця італійська компанія була заснована ще в 1916 році. (5 % виробництва спортивного одягу)
- «Reebok» — одна з відомих компаній з виробництва спортивних аксесуарів, одягу і багатьох інших товарів. В даній компанії відмінно розвинена рекламна діяльність. Про це свідчать контракти з багатьма великими гравцями NBA, NHL. Наразі є дочірнім підрозділом «Adidas». (5 % виробництва спортивного одягу).
- «Puma» — німецька компанія з виробництва спортивного одягу та інших товарів. Має велику кількість дочірніх підприємств у багатьох країнах світу.
- «Joma» — компанія-виробник спортивного одягу. Була заснована в Іспанії в 1965 році.
- «Fila» — найбільший виробником спортивного одягу в Південній Кореї. Компанія була заснована в 1911 році в Італії, однак права на її володіння кілька разів переходили до різних компаній, в результаті Fila була викуплена південнокорейським концерном.

З іншого боку деякі компанії свідомо вибирають вузькоспеціалізовані ніші для завоювання лідерства в окремих видах спорту: «Arena» — у плаванні, «Callaway» — у гольфі, «Burton» — у сноуборді тощо.

## Спортивний стиль одягу
Спортивний стиль — це стиль, який адаптував спортивний одяг та його елементи для повсякденного використання. Відзначається яскравістю, функціональністю і комфортом. Має вільний силует. Для нього характерна велика кількість кишень, застібок-блискавок тощо. Спортивний стиль одягу може бути стилізацією повсякденного за рахунок додавання різних елементів (кишень, клапанів, погонів, хлястиків), металевої та іншої фурнітури, емблем, принтів та написів. Як головні убори використовують кепі, бейсболки, в'язані шапки і налобні пов'язки.
Цей стиль виник наприкінці ХІХ ст., коли розпочалося масове захоплення спортом. Одяг, який розроблявся для певних видів спорту, став використовуватися у повсякденному житті. До 1930-х років з ковзанярського і лижного спорту були запозичені норвезькі светри та шапочки. З тенісу — короткі спідниці у складку, шорти, теніски, з кінного спорту — піджак специфічної форми.
На початку 1980-х років розпочинається нове захоплення спортивним одягом, особливо у молоді. Основними причинами цього було його комфортність та орієнтація на провідні фірми, що виготовляють спортивний одяг. У другій половині 1970-х років футбол став у світі найпопулярнішим видом спорту, стали формувалися сотні груп вболівальників. Щоб показати свою прихильність до футболу та клубу фанати стали носити футболки-поло, теніски, спортивне взуття, взимку лижні куртки. У 1980-х роках цей стиль єдиним у Європі.